# 9 août 1946
Le vendredi 9 août 1946 est le 221e jour de l'année 1946.

## Naissances
- Pierre-Yvon Trémel (mort le 29 juin 2006), personnalité politique française
- Louis Siquet, homme politique belge germanophone
- Lilyana Tomova, athlète bulgare spécialiste du demi-fond
- Rinus Gerritsen, musicien néerlandais
- Issa Hayatou, enseignant et dirigeant de football camerounais
- Yves Lapierre, scénariste et compositeur québécois
- Phương Dung, chanteuse vietnamienne de musique traditionnelle.

## Décès
- Léon Gaumont (né le 10 mai 1864), inventeur et industriel français
- Alexeï Balalouïev (né le 29 septembre 1914), aviateur soviétique

## Autres événements
- Sortie du film Peinture fraîche